# Zhao Yanli
Zhao Yanli (* 4. Dezember 2000) ist eine chinesische Langstreckenläuferin.

## Sportliche Laufbahn
Erste internationale Erfahrungen sammelte Zhao Yanli bei den U20-Weltmeisterschaften 2018 in Tampere, bei denen sie in 16:17,64 min den zehnten Platz im 5000-Meter-Lauf belegte. Im Jahr darauf wurde sie bei den Crosslauf-Weltmeisterschaften 2019 in Aarhus in 22:05 min 18. der U20-Wertung und belegte bei den Asienmeisterschaften in Doha in 16:05,39 min über 5000 Meter Rang sieben.

## Persönliche Bestleistungen
- 5000 Meter: 15:57,97 min, 16. April 2018 in Zhuzhou